# Dyfnwal V de Strathclyde
Dyfnwal ou Dumnagual V de Strathclyde (gaélique : Domnall, anglais : Donald) (mort en 908/916) roi des Bretons de Strathclyde. 

## Origine
La « Chronique des Rois d'Alba » mentionne sous le règne de Constantin II d'Écosse qu'un certain « Doneualdus rex britannorum »  i.e Dyfnwal meurt pendant une période comprise entre deux événements chronologiquement bien datés du 
13 septembre 908 et du 25 mai 916,.
Alan MacQuarrie estime que ce souverain serait un représentant le la dynastie des rois de Strathclyde,  frère de Run  et fils cadet d'Artghal S'il en fait bien le père  d'Owen  Alan MacQuarrie se rallie à l'hypothèse domimante formulée par d'Alfred P. Smyth et il donne comme successeur à ce Dynfwal;  Domnall mac Áeda issu de la lignée  des rois scots d'Alba.
Dauwit Broun suivi par Alex Woolf reconnaît de son côté la même origine brittonique à Dynfwal  mais  il en fait le père et prédécesseur d'Owen de Strathclyde.
Tim Clarkson estime enfin de son côté que Eochaid ap Rhun doit être son père ou son grand père ou que la succession soit alternativement passée à un frère ou neveu du même Eochaid donc à une autre lignée de la famille royale.

## Article lié
- Domnall de Strathclyde